# Rekenhof

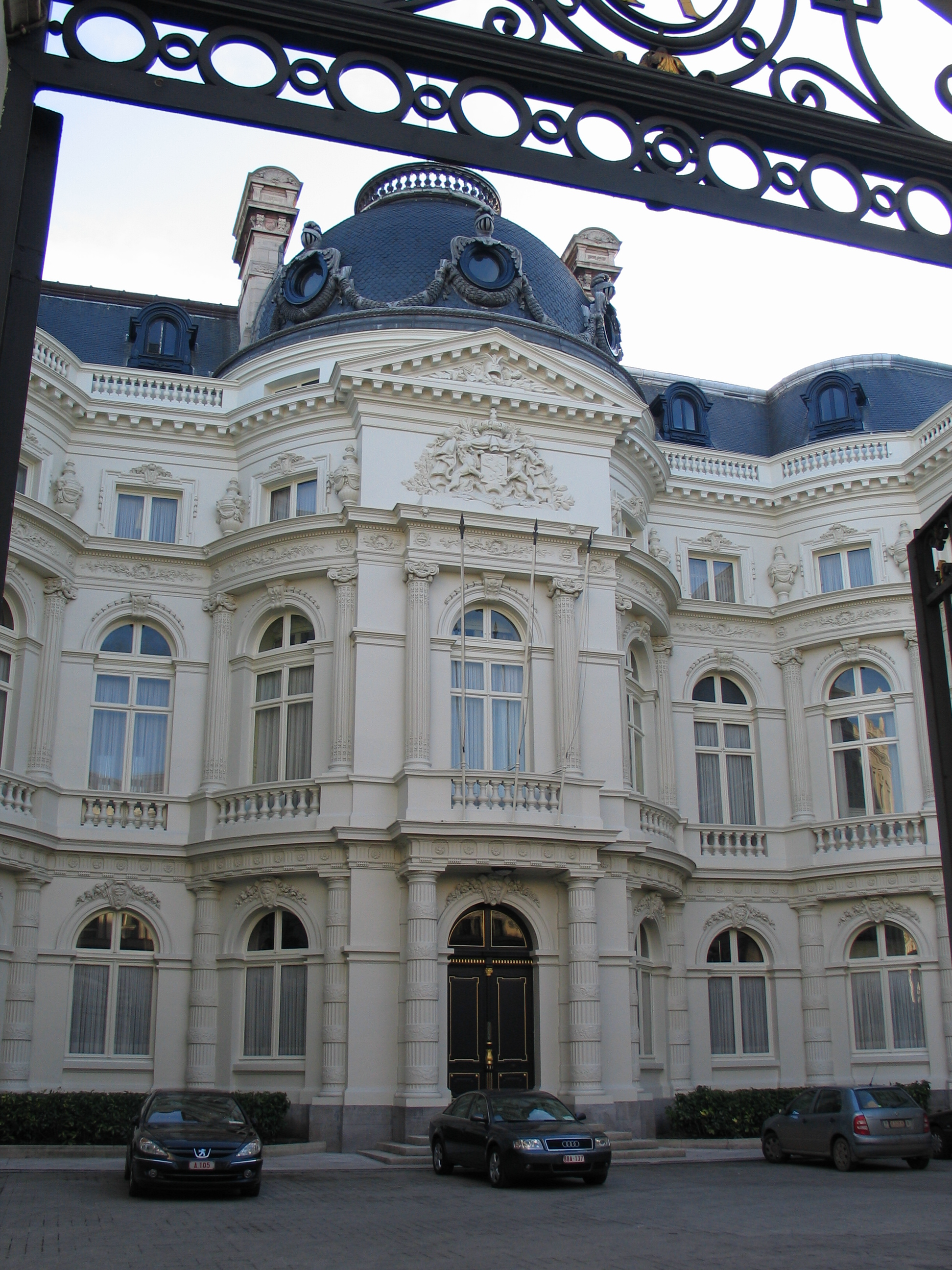
Het Rekenhof

Het Rekenhof (Frans: Cour des comptes, Duits: Rechnungshof) is een Belgische instelling van het parlement, gevestigd in het Paleis van de graaf van Vlaanderen in Brussel. Ingevolge artikel 180 van de Grondwet is het Rekenhof opgericht als collaterale instelling van het parlement.
Het is belast met de externe controle op de begrotings-, boekhoudkundige en financiële verrichtingen van de federale Staat, de gemeenschappen, de gewesten, de openbare instellingen die ervan afhangen, en de provincies. De controle op de gemeenten behoort niet tot de bevoegdheid van het Rekenhof.
Het Rekenhof zetelt in het vroegere paleis van de Graaf van Vlaanderen, op hoek van het Koningsplein en de Regentschapsstraat. In het paleis werd koning Albert I geboren.
Het juridische statuut van het Rekenhof is dat van een buitengerechtelijk rechtscollege.

## Oprichting
Het Rekenhof werd na de afscheiding van Nederland opgericht door het Nationaal Congres met het decreet van 30 december 1830 houdende de oprichting van het Rekenhof. De eerste leden werden op 6 januari 1831 aangesteld en op 7 februari 1831 werd het bestaan en de bevoegdheden van het Rekenhof in de nieuwe Grondwet opgenomen.
De bevoegdheden van het Rekenhof zijn nu gepreciseerd in zijn inrichtingswet van 29 oktober 1846, die sindsdien herhaaldelijk werd gewijzigd. Die wet geeft het Rekenhof een ruime mate van onafhankelijkheid en autonomie bij de uitoefening van zijn opdracht.

## Opdrachten
Het Rekenhof controleert overheden en evalueert de uitvoering van het overheidsbeleid en de bereikte resultaten met het oog op informatieverstrekking aan de parlementaire vergaderingen. Het voert daartoe drie grote types controles uit: een financiële controle, een wettigheids- en regelmatigheidscontrole en een controle op de goede besteding van de overheidsgelden.  Die controles slaan zowel op de ontvangsten als op de uitgaven van de federale Staat, de gemeenschappen en gewesten, de openbare instellingen die ervan afhangen en de provincies. 
Daarnaast kijkt het Rekenhof ook het ontwerp van begroting van al die instanties na en oefent het een rechtsprekende functie uit ten aanzien van rekenplichtigen van openbare diensten (d.i. ambtenaren die overheidsgeld beheren).
Tot slot heeft het Rekenhof specifieke opdrachten in het kader van het behoorlijk bestuur (ontvangen en bewaren van mandatenlijsten en vermogenaangiften van openbare mandatarissen en hoge ambtenaren, adviezen over de financiële verslagen van de politieke partijen, adviezen over de verkiezingsuitgaven), op het vlak van de verdeling van de financiële middelen tussen de gemeenschappen en gewesten (leerlingentelling, fiscale loyauteit op het vlak van personenbelasting) en op basis van zijn expertise (budgettaire impact van wetsvoorstellen, rekeningen van dotatiegerechtigde instellingen).

## Samenstelling
Het Rekenhof bestaat uit een Nederlandstalige en een Franstalige Kamer met elk één voorzitter, vier raadsheren en een griffier. De oudstbenoemde voorzitter en griffier voeren de titel eerste voorzitter en hoofdgriffier. De leden van het Hof worden door de kamer van volksvertegenwoordigers benoemd voor een hernieuwbare termijn van zes jaar. De eerste voorzitter legt de eed af voor de Koning. Het Rekenhof heeft ongeveer 500 ambtenaren in dienst, gelijk verdeeld over Franstaligen en Nederlandstaligen.
- De Nederlandse kamer is volledig autonoom bevoegd voor het Vlaams Gewest en de Vlaamse Gemeenschap
- De Franse kamer is volledig autonoom bevoegd voor het Waals Gewest en de Franse Gemeenschap
- De Algemene Vergadering is bevoegd voor het federale niveau, het Brussels Hoofdstedelijk Gewest en de Duitstalige Gemeenschap.

## Voorzitters
| Periode                       | Eerste voorzitter         | Nederlandse Kamer         | Franse Kamer    |
| ----------------------------- | ------------------------- | ------------------------- | --------------- |
| tot november 2000             | Baron Jeroom Van de Velde | Baron Jeroom Van de Velde | William Dumazy  |
| december 2000 - juli 2004     | William Dumazy            | Franki Vanstapel          | William Dumazy  |
| juli 2004 - december 2009     | Franki Vanstapel          | Franki Vanstapel          | Philippe Roland |
| december 2009 - februari 2017 | Philippe Roland           | Ignace Desomer            | Philippe Roland |
| februari 2017 - 2023          | Philippe Roland           | Hilde François            | Philippe Roland |
| 2023 - heden                  | Hilde François            | Hilde François            | Florence Thys   |

## Recente ontwikkelingen

### Benoemingen
Op 22 november 2007 benoemde de Kamer hoofdgriffier Franz Wascotte tot raadsheer, in opvolging van de overleden Martine Feron. Griffier Jozef Van Ingelgem werd bijgevolg hoofdgriffier. Op 13 maart 2008 werd Alain Bolly benoemd tot griffier. Eind 2009  ging eerste voorzitter Franki Vanstapel (N), met pensioen en werd de voorzitter van de Franse kamer, Philippe Roland (F) eerste voorzitter. Ph. Roland (1953) studeerde politieke en administratieve wetenschappen aan de ULB. Hij is sedert 1984 personeelslid van het Rekenhof. Tussen 1997 en 2003 werkte hij voor ministeriële kabinetten. Raadsheer Ignace Desomer werd op 12 november 2009 door de Kamer van volksvertegenwoordigers benoemd tot voorzitter van de Nederlandse Kamer. Hij ging in februari 2017 met pensioen en werd opgevolgd door Hilde François, die op 16 februari 2017 tot voorzitter van de Nederlandse kamer werd benoemd.

### Financiering van het Rekenhof
Op 13 januari 2009 werd ten behoeve van de parlementsleden een informatievergadering over het Rekenhof georganiseerd. Enkele dagen voordien lanceerde Luk Van Biesen, voorzitter van de Subcommissie Rekenhof van de Kamer, het idee dat ook de gewesten, gemeenschappen en provincies een bijdrage zouden moeten leveren voor de financiering van de werking van het Rekenhof. Tot op heden valt deze instelling (met een jaarlijkse begroting van ongeveer 50 miljoen euro) volledig ten laste van de federale begroting.

### Grote fiscale fraude-dossiers
De onderzoekscommissie naar de grote fiscale fraude-dossiers publiceerde in 2009 zijn verslag (document Kamer van volksvertegenwoordigers, nr. 0034/004). Daarin wordt een reeks aanbevelingen gedaan die bijkomende taken zouden opleggen aan het Rekenhof (p. 271). Het Rekenhof zou geregeld de werking van de belastingadministratie moeten doorlichten en de tenuitvoerlegging van zijn aanbevelingen inzake fiscale fraude evalueren. Het Rekenhof zou binnen het jaar een rapportenmodel en een evaluatiemethode met betrekking tot de uitvoering van het anti-fraude plan moeten ontwikkelen en jaarlijks verslag uitbrengen aan de Kamer.
In hetzelfde verslag (p. 274 e.v.) wordt ook een overzicht gepubliceerd van de vaststellingen en aanbevelingen die het Rekenhof tijdens de afgelopen 10 jaar heeft geformuleerd.

### Jaarverslag
Elk jaar publiceert het Rekenhof een jaarverslag waarin het informatie verschaft over de manier waarop het zijn visie, zijn waarden en zijn opdrachten vorm geeft, rekening houdend met de middelen waarover het beschikt. Naast een jaarlijks wisselend thema-artikel, bevat het jaarverslag o.m. informatie over het personeelsbestand, de werking, de gepubliceerde onderzoeken, de uitvoering van de begroting van het voorbije jaar, de internationale samenwerking en de mandaten die leden van het Rekenhof bekleden als rekeningcommissaris in bepaalde overheidsbedrijven of gelijkaardige structuren. Alle jaarverslagen zijn publiek beschikbaar op de website van het Rekenhof.

### Mandatenlijsten en vermogensaangiften - 2012
De bijzondere en de gewone wetten van 2 mei 1995 en de bijzondere en de gewone wetten van 26 juni 2004 verplichten openbare mandatarissen en hoge ambtenaren periodiek een lijst van mandaten en een vermogensaangifte in te dienen bij het Rekenhof. 

### Archief van het Rekenhof
Het archief van de voormalige Rekenkamers uit het ancien régime is ontsloten en bestudeerd door generaties archivarissen.  Het vormt een primaire bron voor historici.  Dit is nog niet het geval voor het archief van hun rechtsopvolger.  Het archief van het Rekenhof uit de 19de en de eerste helft van 20ste eeuw ligt al decennia onaangeroerd in de kelders van de instelling. In een nieuwsbrief van het Rijksarchief (nr. 14, september 2010) werd beterschap aangekondigd. In het kader van een doctoraatsstudie werden reeds een beknopte instellingenstudie en een archiefselectielijst gemaakt. De nieuwsbrief van september 2011 meldde dat de inventarisering voltooid is. De documenten werden daarna geordend, ontstoft, genummerd en verpakt. Deze operatie zou naar verwacht in de loop van 2012 afgerond worden, waarna het archief van 1831 tot 1939, zo’n 250 strekkende meter, zou overgebracht worden naar het Rijksarchief en beschikbaar zijn voor wetenschappelijk onderzoek. Een overeenkomst in die zin werd op 27 juni 2011 ondertekend. Het resultaat is een proefschrift met de titel Non pas un pouvoir illusoire: ontstaan, rol en (on)macht van het Rekenhof (1814-1939) dat Geert Leloup op 28 augustus 2013 verdedigde aan de Universiteit Gent en een Inventaris van het archief van het Rekenhof 1814-1970 dat gepubliceerd werd door het Rijksarchief.